# Ramillies (Nord)
Ramillies település Franciaországban, Nord megyében. Lakosainak száma 588 fő (2022. január 1.). Ramillies Eswars, Cambrai, Tilloy-lez-Cambrai, Blécourt, Cuvillers és Escaudœuvres községekkel határos.

## Népesség
A település népessége az elmúlt években az alábbi módon változott:
| Lakosok száma | 602  | 593  | 604  | 600  | 603  | 602  | 605  | 596  | 588  |
|               | 2013 | 2015 | 2016 | 2017 | 2018 | 2019 | 2020 | 2021 | 2022 |